# Hans Spemann

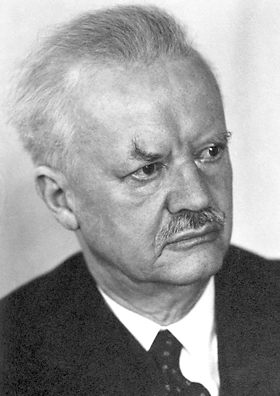
Hans Spemann (vor 1935)

Hans Spemann (* 27. Juni 1869 in Stuttgart; † 12. September 1941 in Freiburg im Breisgau) war ein deutscher Mediziner und Zoologe. Er erhielt 1935 den Nobelpreis für Physiologie oder Medizin für seine Arbeiten über den von ihm und seiner Doktorandin Hilde Mangold (1898–1924) entdeckten „Organisator-Effekt bei der Embryonalentwicklung“.

## Leben und Werk
Hans Spemann war der älteste Sohn des Verlegers Wilhelm Spemann und seiner Ehefrau Lisanka geb. Hoffmann (1839–1871). Von 1878 bis 1888 besuchte er das Eberhard-Ludwigs-Gymnasium in Stuttgart und arbeitete nach dem Schulabschluss für ein Jahr im Geschäft seines Vaters, nach seinem Militärdienst (1889–1890) für ein Jahr lang als Buchhändler. 1891 schrieb er sich an der medizinischen Fakultät der Ruprecht-Karls-Universität Heidelberg ein. Dort fühlte er sich besonders durch die Arbeiten des vergleichenden Anatomen Carl Gegenbaur angezogen. Während des Studiums wurde er Mitglied der Studentenverbindung Karlsruhensia zu Heidelberg im Miltenberger Ring.
Im Winter 1893/94 studierte er in München, wo er mit August Pauly Bekanntschaft schloss. Vom Frühjahr 1894 bis 1908 arbeitete er am Zoologischen Institut in Würzburg, wobei er das Studium der Zoologie, Botanik und Physik 1895 abschloss und dort promoviert wurde. Seine Lehrer waren dabei Theodor Boveri, Julius Sachs und Wilhelm Röntgen gewesen, die alle einen besonderen Einfluss auf ihn ausgeübt hatten.
1898 habilitierte er sich mit einer zoologischen Arbeit für das Fach Medizin.
Spemann führte bereits 1902 auf Basis von Arbeiten von Jacques Loeb und August Weismann (Keimplasmatheorie) erste wichtige Versuche zur Zellteilung durch. Es gelang ihm beispielsweise, die beiden Zellen des Zwei-Zell-Stadiums eines Salamanders mit einem Säuglingshaar zu trennen, wodurch er künstlich Zwillinge erzeugte. Durch dieses Schnürungsexperiment und weitere Versuche an mehrzelligen Embryonalstadien wurde nachgewiesen, dass die Furchungszellen eines Embryos auf frühen Entwicklungsstadien noch sämtliche für die weitere Entwicklung notwendige Erbinformationen beinhalten.

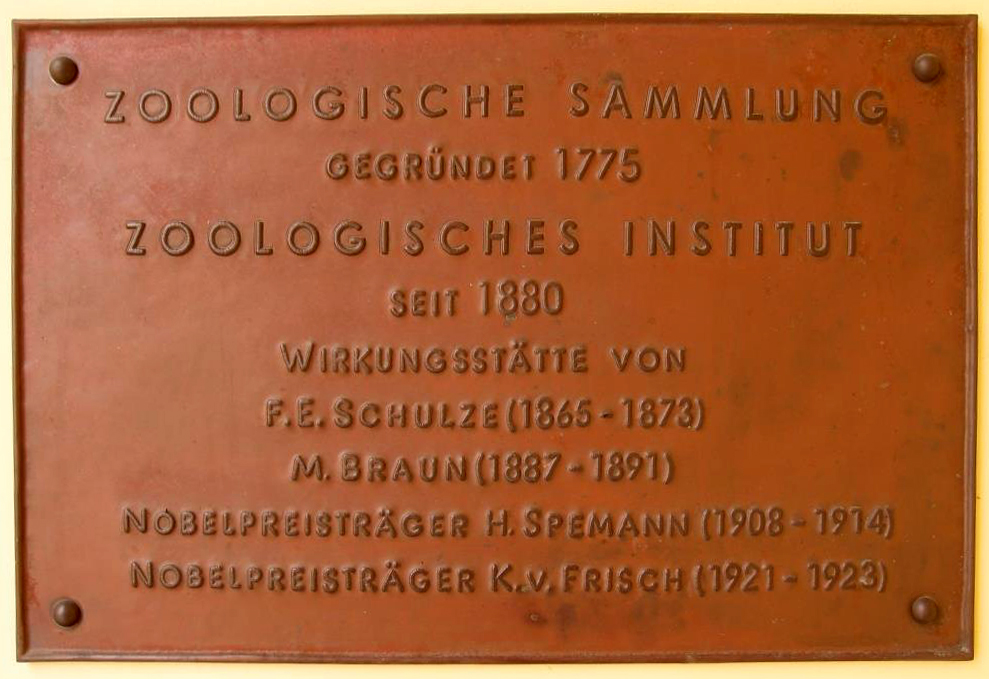
Gedenktafel für Hans Spemann in Rostock

Ab 1908 lehrte Spemann als Professor für Allgemeine Zoologie und vergleichende Anatomie an der Universität Rostock. Von 1914 bis 1919 war er Direktor des Kaiser-Wilhelm-Instituts für Biologie in Berlin-Dahlem (Vorgänger des Max-Planck-Instituts für Biologie). Von 1919 bis zu seiner Emeritierung 1937 war Spemann Professor und Lehrstuhlinhaber für Zoologie, von 1923 bis 1924 sogar Rektor an der Albert-Ludwigs-Universität Freiburg.
 Von 1927 zu seinem Tod 1941 war er „Auswärtiges Wissenschaftliches Mitglied“ der Kaiser-Wilhelm-Gesellschaft.
1935 erhielt Spemann für den gemeinsam mit Hilde Mangold entdeckten und später nach Spemann benannten Organisator-Effekt während der Embryonalentwicklung den Nobelpreis für Physiologie oder Medizin. Er und seine Schüler führten ab 1921 bahnbrechende Studien hierzu durch. Spemann hatte durch Transplantations-Experimente an der frühen Gastrula nachgewiesen, dass sich ein Gewebe ortsspezifisch verhält, also sich gemäß der Stelle, an die das Gewebe in die Empfänger-Gastrula verpflanzt wurde, entwickelt, und nicht gemäß der Herkunftsstelle im Spenderorganismus. Die Zellen waren in diesem frühen Entwicklungsstadium noch nicht determiniert. Bei Transplantationsexperimenten an der späten Gastrula ergab sich dagegen ein anderer Effekt: Hier entwickelte sich das Transplantat herkunftsgemäß. Das heißt, das Gewebe war nun determiniert.

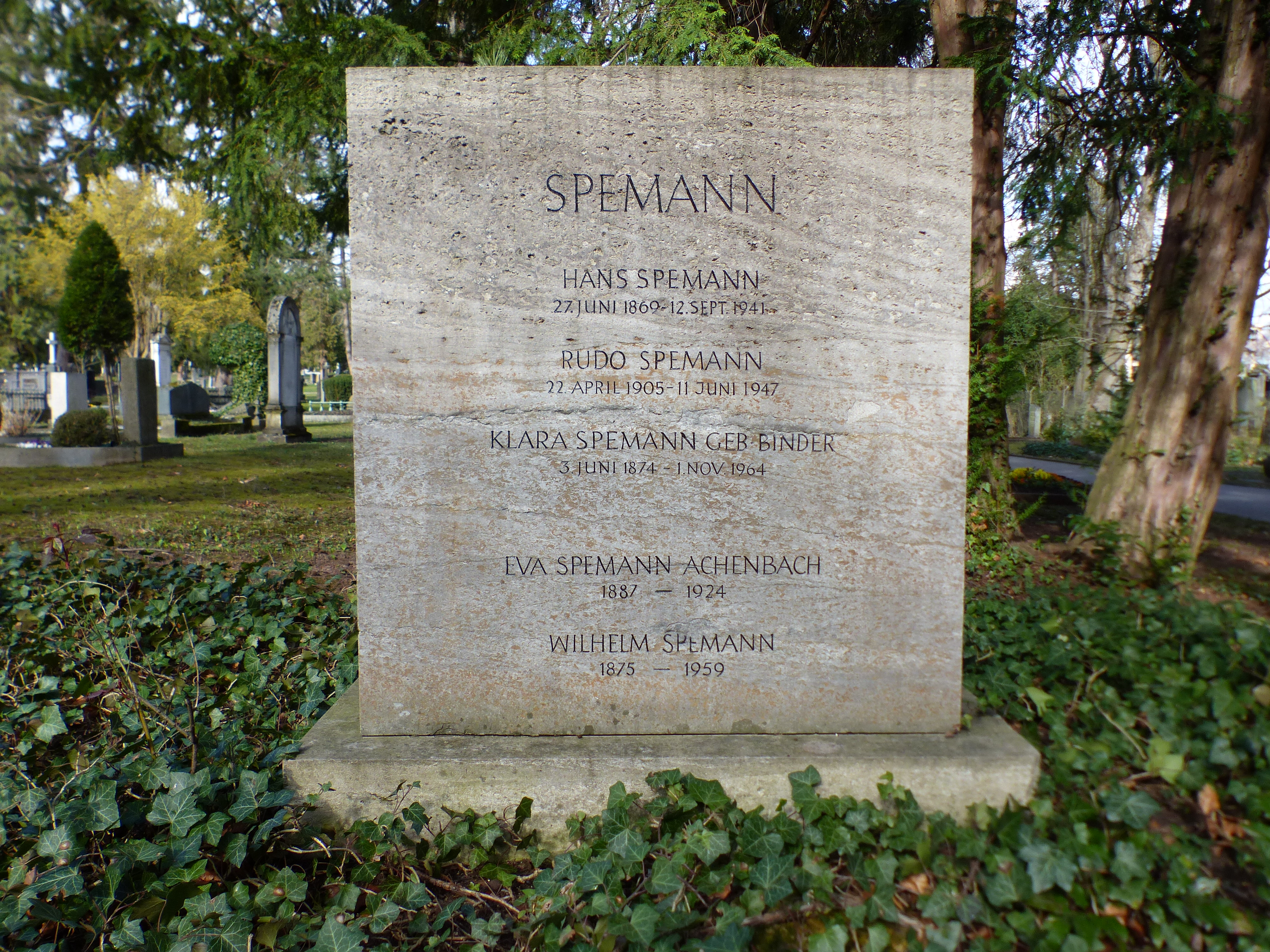
Grabstein auf dem Stuttgarter Pragfriedhof

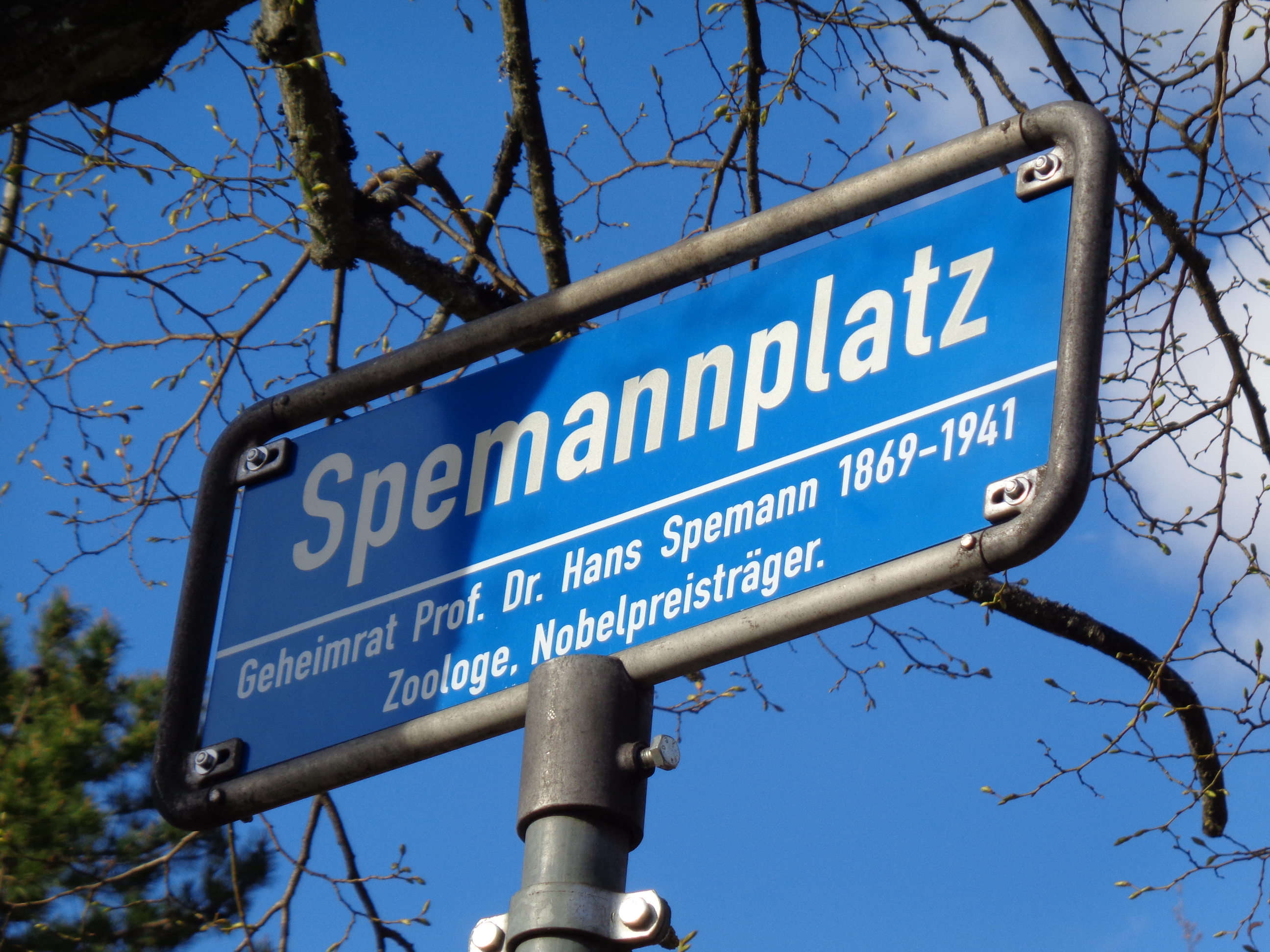
Der Spemannplatz in Freiburg

Bereits 1938 schlug Spemann das Verfahren des Kerntransfers als eine Möglichkeit zur Untersuchung des Entwicklungspotentials von Kernen in differenzierten Zellen vor. Doch erst später wurde dieses Verfahren in der Forschung angewendet.
Spemann starb nach einer längerdauernden Herzerkrankung am 12. September 1941 und wurde am 15. September eingeäschert.

## Familie
Hans Spemann war seit 1895 mit Klara Spemann, geborene Binder (1874–1964), verheiratet. Aus der Ehe gingen drei Söhne und eine Tochter hervor. Einer der Söhne war der Schriftdesigner und Kalligraph Rudolf Spemann (1905–1947, auch Rudo Spemann).

## Ehrungen
1906 wurde Spemann zum Mitglied der Leopoldina berufen. 1921 wurde er zum außerordentlichen Mitglied der Heidelberger Akademie der Wissenschaften und 1923 zum korrespondierenden Mitglied der Göttinger Akademie der Wissenschaften sowie der Bayerischen Akademie der Wissenschaften gewählt. 1929 wurde er als korrespondierendes Mitglied in die Preußische Akademie der Wissenschaften aufgenommen. 1925 wurde er in die National Academy of Sciences, 1933 in die American Academy of Arts and Sciences und 1937 in die American Philosophical Society gewählt. 1935 erhielt er die Cothenius-Medaille der Leopoldina. Auf dem Freiburger Lorettoberg wurde am 11. September 1944 ein Platz nach Spemann benannt.

## Selbstzeugnis
„Zuerst hatte mir Boveri vorgeschlagen, die Entwicklung der Geschlechtsorgane des Bandwurms zu bearbeiten, und erst als ich schüchtern einwandte, daß mich das in der rein juristischen Familie meiner Braut völlig kompromittieren würde, ging er lachend auf einen anderen Wurm über, dessen klangvoller Name Strongylus paradoxus einigermaßen damit aussöhnen konnte, daß er in der Lunge des Schweins zuhause ist.“ (Forschung und Leben. 1943).

## Schriften
- mit Hilde Mangold: Über Induktion von Embryonalanlagen durch Implantation artfremder Organisatoren. In Archiv für mikroskopische Anatomie und Entwicklungsmechanik. Band 100, 1924, S. 599–638.
- Hermann Braus †. In: Die Naturwissenschaften. 13. Jahrgang, Heft 13, 27. März 1925, S. 253–261.
- Hermann Braus. Mortui vivos docent. In: Wilhelm Roux' Archiv für Entwicklungsmechanik der Organismen. Band 106, Nr. 1–4, Dezember 1925, S. I–XXII. doi:10.1007/BF02079521.
- Experimentelle Beiträge zu einer Theorie der Entwicklung. Deutsche Ausgabe der Silliman Lectures, gehalten an der Yale Univ. im Spätjahr 1933. Julius Springer, Berlin 1936.
- als Hrsg.: Forschung und Leben. Stuttgart 1943.

## Schüler
- Salome Gluecksohn-Waelsch, Promotion 1932
- Hilde Mangold, Promotion 1923